# Симфонія № 3 (Шуберт)
Симфонія № 3 Ф. Шуберта, ре мажор, D. 200 була написана 1815 року.
Симфонія складається з чотирьох частин:
1. Adagio maestoso — Allegro con brio
2. Allegretto
3. Menuetto. Vivace
4. Presto vivace

Загальна тривалість — близько 22 хвилин.